# 파트리치아 파니코
파트리치아 파니코(이탈리아어: Patrizia Panico, 1975년 2월 8일 ~ )는 이탈리아의 전직 여자 축구 선수이자 현직 축구 감독이다. 선수 시절 포지션은 공격수였으며 현재는 이탈리아 U-16 축구 국가대표팀의 감독을 맡고 있다.

## 클럽 경력
어린 시절부터 축구에 열정적이었던 파트리치아 파니코는 13세 시절이던 1988년에 보루시아 청소년 클럽에 입단하면서 선수 생활을 시작했으며 1991년에 발몬토네 청소년 클럽에 입단했다. 1993년에 라치오에 입단하면서 세리에 A 펨미닐레 무대에 데뷔했고 리그 71경기에 출전하면서 32골을 기록했다. 파트리치아 파니코는 1996년부터 1997년까지 토리노 소속으로 활동하던 동안에 리그 30경기에 출전하여 32골을 기록했다.
파트리치아 파니코는 1997년에 모데나 아마디오로 이적했고 1998년에는 카롤리나 모라체와 함께 모데나 아마디오의 세리에 A 펨미닐레 우승, 여자 수페르코파 이탈리아나 우승에 기여했다. 파트리치아 파니코는 1998년에 라치오로 복귀한 이후에 라치오의 세리에 A 펨미닐레 1회 우승, 여자 코파 이탈리아나 2회 우승에 기여했고 1998-99 시즌부터 2001-02 시즌에 걸쳐 4회 연속으로 세리에 A 펨미닐레 득점왕을 수상하는 영예를 안았다.
파트리치아 파니코는 2003년에 라치오의 재정 문제로 인해 구단에서 방출되면서 ACF 밀란으로 이적했으며 2004년에 토리노로 복귀했다. 2004-05 세리에 A 펨미닐레 시즌에서는 32골을 기록하면서 리그 득점왕에 올랐고 2005-06 세리에 A 펨미닐레 시즌에서는 24골을 기록하면서 다시 한 번 리그 득점왕에 올랐다. 파트리치아 파니코는 2006년에 바르돌리노로 이적한 이후에 바르돌리노의 세리에 A 펨미닐레 3회 우승, 여자 코파 이탈리아나 2회 우승, 여자 수페르코파 이탈리아나 2회 우승에 기여했고 2006-07 시즌부터 2008-09 시즌에 걸쳐 3회 연속으로 세리에 A 펨미닐레 득점왕을 수상하는 영예를 안았다. 2007-08 UEFA 여자컵(현재의 UEFA 여자 챔피언스리그) 시즌에서는 우크라이나의 비라 댜텔, 아이슬란드의 마르그리에트 라우라 비다르스도티르와 함께 9골을 기록하여 득점왕에 오르는 영예를 안았다.
파트리치아 파니코는 2009년에 토레스로 이적한 이후에 토레스의 세리에 A 펨미닐레 4회 우승, 여자 코파 이탈리아나 1회 우승, 여자 수페르코파 이탈리아나 5회 우승에 기여했으며 2010-11 시즌부터 2013-14 시즌에 걸쳐 4회 연속으로 세리에 A 펨미닐레 득점왕을 수상하는 영예를 안았다. 파트리치아 파니코는 2014년에 바르돌리노를 계승한 여자 축구 클럽인 AGSM 베로나로 이적했다. 2014-15 시즌에서는 AGSM 베로나의 세리에 A 펨미닐레 우승에 기여했고 25경기에서 34골을 기록하면서 리그 득점왕에 오르는 영예를 안았다. 2015년에는 이탈리아 축구 연맹으로부터 이탈리아 축구 명예의 전당에 등극했다.
파트리치아 파니코는 2015년 8월에 피오렌티나에 합류했다. 2015-16 세리에 A 펨미닐레 시즌에서 21경기에 출전하여 20골을 기록했으며 시즌 종료와 함께 은퇴하게 된다. 파트리치아 파니코는 2016년 2월 16일에 유럽 축구 연맹(UEFA)으로부터 2015-16 UEFA 여자 챔피언스리그 시즌 결승전 개최 장소로 선정된 이탈리아 레조넬에밀리아의 홍보 대사로 임명되었고 이탈리아 여자 축구 국가대표팀에서 204경기에 출전하여 110골을 기록했음을 증명하는 UEFA의 공식 문서를 받았다.

## 국가대표 경력
파트리치아 파니코는 1996년 4월 8일에 열린 포르투갈과의 UEFA 여자 유로 1997 예선 경기에 처음 출전하면서 이탈리아 여자 축구 국가대표팀 선수로 데뷔했으며 해당 경기에서 자신의 국가대표팀 첫 골을 기록하면서 이탈리아의 4-1 승리에 기여했다. 파트리치아 파니코는 노르웨이·스웨덴에서 공동 개최된 UEFA 여자 유로 1997에서는 덴마크와의 조별 예선 경기에서 1골을 기록하여 이탈리아의 2-2 무승부에 기여했는데 이탈리아는 독일과의 결승전 경기에서 0-2 패배를 기록하면서 준우승을 차지하게 된다.
파트리치아 파니코는 미국에서 개최된 1999년 FIFA 여자 월드컵에 참가했으며 독일과의 조별 예선 경기에서 1골을 기록하여 이탈리아의 1-1 무승부에 기여했다. 멕시코와의 조별 예선 경기에서는 1골을 기록하여 이탈리아의 2-0 승리에 기여했지만 이탈리아는 브라질과의 조별 예선 경기에서 0-2 패배를 기록하면서 탈락하게 된다. 파트리치아 파니코는 1999년 11월 11일에 열린 독일과의 UEFA 여자 유로 2001 예선 경기에서는 해트트릭을 기록하여 이탈리아의 4-4 무승부에 기여했다.
파트리치아 파니코는 독일에서 개최된 UEFA 여자 유로 2001에서 덴마크와의 조별 예선 경기에서 2골을 기록하면서 이탈리아의 2-1 승리에 기여했다. 하지만 이탈리아는 노르웨이와의 조별 예선 경기에서 1-1 무승부를 기록했고 프랑스와의 조별 예선 경기에서 0-2 패배를 기록하면서 조별 예선에서 탈락하게 된다. 파트리치아 파니코는 잉글랜드에서 개최된 UEFA 여자 유로 2005에도 참가했으나 한 골도 기록하지 못했으며 이탈리아는 조별 예선에서 3패를 기록하면서 탈락했다.
파트리치아 파니코는 핀란드에서 개최된 UEFA 여자 유로 2009에서 4경기에 출전하여 2골을 기록했는데 이탈리아는 독일과의 8강전 경기에서 패배하면서 탈락했다. 파트리치아 파니코는 스웨덴에서 개최된 UEFA 여자 유로 2013에도 참가했지만 한 골도 기록하지 못했는데 이탈리아는 독일과의 8강전 경기에서 패배하면서 탈락했다.
파트리치아 파니코는 2014년 3월 11일에 열린 핀란드와의 경기에서 자신의 국가대표팀 100번째 골을 기록했다. 파트리치아 파니코는 2014년 11월 27일에 열린 네덜란드와의 2015년 FIFA 월드컵 유럽 지역 예선 경기에서 이탈리아가 1-2 패배를 기록하면서 탈락한 이후에 국가대표팀에서 은퇴하게 된다.

## 감독 경력
파트리치아 파니코는 2016년에 이탈리아 U-16 축구 국가대표팀의 코치로 활동했다. 2017년에는 이탈리아 축구 연맹 기술 센터에서 UEFA A급 코치 라이센스를 취득했고 이탈리아 U-16 축구 국가대표팀의 감독으로 임명되었다.

## 수상

### 클럽
모데나 아마디오
- 세리에 A 펨미닐레 1회 우승 (1997-98)
- 여자 수페르코파 이탈리아나 1회 우승 (1998)

라치오
- 세리에 A 펨미닐레 1회 우승 (2001-02)
- 여자 코파 이탈리아나 2회 우승 (1999, 2003)

바르돌리노·AGSM 베로나
- 세리에 A 펨미닐레 4회 우승 (2006-07, 2007-08, 2008-09, 2014-15)
- 여자 코파 이탈리아나 2회 우승 (2007, 2009)
- 여자 수페르코파 이탈리아나 2회 우승 (2007, 2008)

토레스
- 세리에 A 펨미닐레 4회 우승 (2009-10, 2010-11, 2011-12, 2012-13)
- 여자 코파 이탈리아나 1회 우승 (2011)
- 여자 수페르코파 이탈리아나 5회 우승 (2009, 2010, 2011, 2012, 2013)

### 개인
- 세리에 A 펨미닐레 득점왕 14회 수상 (1998-99, 1999-2000, 2000-01, 2001-02, 2004-05, 2005-06, 2006-07, 2007-08, 2008-09, 2010-11, 2011-12, 2012-13, 2013-14, 2014-15)
- 2015년 이탈리아 축구 명예의 전당 등록